# 265.ª Divisão de Infantaria (Alemanha)
A 265ª Divisão de Infantaria (em alemão:265. Infanterie-Division) foi uma unidade militar que serviu no Exército alemão durante a Segunda Guerra Mundial.

## Comandantes
| Comandante                     | Data                                       |
| ------------------------------ | ------------------------------------------ |
| Generalleutnant Walther Düvert | 1 de junho de 1943 - 27 de julho de 1944   |
| Generalleutnant Hans Junck     | 27 de julho de 1944 - 2 de outubro de 1944 |

## Oficiais de operações
| Oberst Harry Pinski | 10 de junho de 1943-2 de outubro de 1944 |

## Área de operações
| Alemanha | junho de 1943 - agosto de 1943   |
| França   | agosto de 1943 - outubro de 1944 |